# Copa de los Pirineos
De Copa de los Pirineos of Coupe des Pyrenées (Nederlands: Beker van de Pyreneeën) was een van de eerste voorlopers van de Europa Cup-toernooien en deze bekercompetitie werd van 1910 rot 1914 gehouden tussen voetbalclubs uit het gebied rondom de Pyreneeën: de Spaanse regio's Catalonië en Baskenland en de Franse regio's Occitanie en Nouvelle-Aquitaine. Ten gevolge van de Eerste Wereldoorlog werd de Copa de los Pirineos na 1914 niet meer gehouden. 

## Winnaars
| Jaar | Plaats van finale | Winnaar      | Runner-Up                       | Uitslag finale |
| 1910 | Sète              | FC Barcelona | Real Sociedad                   | 2-1            |
| 1911 | Toulouse          | FC Barcelona | Gars de Bordeaux                | 4-0            |
| 1912 | Toulouse          | FC Barcelona | Stade Bordelais Université Club | 5-3            |
| 1913 | Barcelona         | FC Barcelona | Comète Simiot                   | 7-2            |
| 1914 | Barcelona         | FC Espanya   | FC Barcelona                    | 3-1            |